# Alvoco das Várzeas
Alvoco das Várzeas ist eine Gemeinde (Freguesia) im portugiesischen Kreis (Concelho) von Oliveira do Hospital. In ihr leben 314 Einwohner (Stand 19. April 2021).

## Geschichte
Bis zur Auflösung des Kreises (Concelho) von Penalva de Alva 1853 gehörte Alvoco das Várzeas zu ihm. Es gehörte danach zum Kreis Sandomil, der 1855 aufgelöst wurde. Seither gehört der Ort zu Oliveira do Hospital.

## Kultur und Sehenswürdigkeiten
Die Gemeindekirche Igreja Paroquial de Alvoco das Várzea (auch Igreja de Santo André) stammt aus dem 19. Jahrhundert und steht unter Denkmalschutz.
Auch die mittelalterliche Steinbrücke Ponte Medieval de Alvoco das Várzeas ist denkmalgeschützt.